# 진안핑
진안핑(중국어: 金安平, 병음: Jīn Ānpíng, 1950년 대만 태생)은 미국의 역사가이자 중국학자이다. 예일 대학교 역사학 선임 강사이다. 그녀의 연구 분야에는 유교, 도교, 중국 지적 전통이 포함된다. 예일 이전에는 웨슬리언 대학교의 교수로 재직했다.
진안핑은 미시간 주립 대학교에서 수학을 전공하고 박사 학위를 받았다. 또, 컬럼비아 대학교에서 중국사상학 박사 학위를 받았다. 그녀는 2021년 사망할 때까지 남편 조나단 스펜스와 함께 코네티컷 주 웨스트 헤이븐에 살고 있다. 그녀에게는 작가 '진메이'와 비디오 게임 디자이너 '야우' 등 두 자녀가 있다.
진안핑은 1950년 중화민국에서 랴오닝성 만주족 가문에서 태어났다. 1962년에 그녀와 그녀의 가족은 미국으로 이주하여 그 이후로 계속 그곳에서 살았다.